# Lövånger
Lövånger is een plaats in de gemeente Skellefteå in het landschap Västerbotten en de provincie Västerbottens län in Zweden. De plaats heeft 779 inwoners (2005) en een oppervlakte van 133 hectare. De plaats ligt aan de Europese weg 4 en aan het Avafjärden een baai van de Botnische Golf. Ook ligt er een kerkstad, een plaats waar mensen die van heinde en verre kwamen naar de kerk gingen en hier ook overnachtte, in de plaats en de kerk Lövångers kyrka komt uit het einde van de Middeleeuwen.

## Geboren
- Eva Gabrielsson (1953), politiek activist, architect, schrijver en feminist